# Valea Viei, Gorj
Valea Viei este un sat ce aparține orașului Turceni din județul Gorj, Oltenia, România.
 Acest articol despre o localitate din județul Gorj este deocamdată un ciot. Puteți ajuta Wikipedia prin completarea lui.